# 阿卜杜勒拉赫曼·薩拉赫·阿拉比
阿卜杜勒拉赫曼·薩拉赫·阿拉比（Abdelrahman Salah Araby，1987年10月9日—）是一名埃及拳擊運動員，主攻輕重量級項目。他曾獲得2015年非洲運動會男子輕重量級銀牌，參加了2016年夏季奧林匹克運動會，參加2020年夏季奧林匹克運動會男子輕重量級止步於16強，參加2024年夏季奧林匹克運動會男子輕重量級止步於16強。

## 外部連結
- AIBA （页面存档备份，存于）